# Jamil Mardam Bey
Pour les articles homonymes, voir Mardam-Bey.
Pour le prénom arabe, voir Jamil.
 (mai 2020).
Si vous disposez d'ouvrages ou d'articles de référence ou si vous connaissez des sites web de qualité traitant du thème abordé ici, merci de compléter l'article en donnant les références utiles à sa vérifiabilité et en les liant à la section « Notes et références ».
Jamil Mardam Bey (1893-1960), homme politique syrien, est né à Damas dans une importante famille aristocratique musulmane sunnite d'origine turque. Il est descendant de Lala Mustafa Pacha, général ottoman, homme d'État et Premier ministre. Il a poursuivi des études à Sciences politiques à Paris et a été le fondateur d'Al-Fatat, le principal parti d'opposition en Syrie sous empire ottomane.

## Jeunesse
Mardam Bey est né à Damas en 1893 dans l'une des familles syriennes d'ascendance turque les plus importantes.  
En 1911, il fonde Al-Fatat avec 4 autres étudiants arabes vivant à Paris. L'organisation a appelé les citoyens arabes et turcs à rester unis dans le cadre ottoman, mais a affirmé que les Arabes devraient avoir les mêmes droits et obligations que leurs homologues ottomans. En 1913, Al-Fatat a déménagé ses bureaux à Beyrouth. En 1914, ses fondateurs ont ouvert un bureau à Damas pour coordonner l'activité nationaliste. 
À l'été 1913, les fondateurs d'Al-Fatat ont appelé au Congrès arabe de 1913 à Paris pour discuter de la détérioration du niveau de vie dans l'Empire ottoman. Ne souhaitant pas créer une rupture permanente avec les autorités de Constantinople, les fondateurs n'ont pas appelé à une libération arabe complète, mais ont tenté de régler ses relations avec les Ottomans. Lorsque cela a échoué, ils ont dirigé publiquement le mouvement séparatiste exigeant une rupture complète avec les Ottomans. 
En 1916, Jamil Mardam Bey rejoint la révolte arabe menée par Sharif Hussein ibn Ali, avec un soulèvement militaire exigeant la pleine indépendance des provinces arabes de l'Empire ottoman. Ces derniers en réaction le condamnent à mort par contumace, et il s'enfuit alors en Europe où il coordonne les activités nationalistes entre les politiciens en exil et ceux habitant en Syrie. Ses camarades sont pendus en public à Damas et à Beyrouth le 6 mai 1916.

## Vie politique
Mardam Bey retourne en Syrie, après la défaite de l'Empire ottoman en 1918. En 1919, il accompagne le roi Faisal I à la Conférence pour la paix organisée à Paris et devient adjoint du ministre des Affaires étrangères Abdul Rahman Shahbandar. Mardam Bey participe aux pourparlers diplomatiques menés entre la Syrie les Français et visant à empêcher la mise en place du mandat français au Moyen-Orient. Avec Shahbandar, Mardam Bey  rencontre le général français Henri Gouraud et tente de parvenir à un compromis, mais les pourparlers échouent finalement. 
Le 24 juillet 1920, Jamil Mardam est condamné à mort par l'armée française après avoir détrôné le roi Faisal. Mardam Bey s'enfuit à Jérusalem et y reste jusqu'à ce que l'autorité mandataire prononce une amnistie lui permettant de retourner à Damas en 1921. Il devient membre de la Iron Hand Society, un mouvement clandestin dirigé par Shahbandar. En mai 1922, les Français l'accusent, lui et Shahbandar, de rencontrer en secret des émissaires du gouvernement américain pour renverser le mandat français en Syrie. Les autorités sous mandats condamnent Shahbandar à vingt ans de prison et bannissent Mardam, réfugié en Europe, où ils restent jusqu'à ce que les Français prononcent une nouvelle amnistie en 1924. À son retour à Damas, Jamil Mardam a rejoint le Parti du peuple, le premier parti moderne en Syrie sous mandat français. Il est dirigé par Shahbandar et financé par le roi Faisal I, qui est alors devenu le roi d'Irak. Le parti travaille pour mettre fin au mandat et établir un royaume arabe dirigé par un membre de la famille hachémite - Faisal ou son frère, le roi Abdallah de Jordanie. 
En juillet 1925, le sultan al-Atrash lance un soulèvement militaire contre les Français depuis les montagnes druzes. Shahbandar est le cerveau de la révolte et  délègue à Mardam l'acheminement de fonds levés à Amman et le recrutement des membres dans l'armée rebelle de Damas. Il introduit clandestinement des armes en provenance de Palestine et offre un sanctuaire aux guerriers druzes dans les vergers de la Ghouta qui entourent Damas. Les vergers de Mardam à Ghouta, connus sous le nom de Hosh al-Maban, deviennent des entrepôts d'armes et de munitions. En 1927, la révolte est écrasée par l'armée française et ses chefs sont condamnés à mort, mais tous échappent à l'arrestation et se réfugient en exil. Atrash et Shahbandar fuient Amman tandis que Mardam se rend à Jaffa, mais il est arrêté par les autorités britanniques et extradé vers l'autorité mandataire de Syrie. Pendant un an, Mardam Bey est emprisonné sur l'île d'Arwad sur la côte syrienne, mais il est libéré à la suite d'une amnistie générale en 1928. 
Mardam retourne ensuite à Damas et contribue à la co-fondation du Bloc national en octobre 1927, le principal mouvement anti-français en Syrie. Le Bloc contestera la direction de Shahbandar et de son Parti populaire dans les années à venir. Le parti est composé de propriétaires terriens politiciens, commerçants et avocats qui veulent mettre fin au mandat par des moyens diplomatiques plutôt que par la résistance armée. Hashim Al-Atassi, ancien Premier ministre de Faisal, en est devenu le président et nomme Mardam comme membre permanent de son conseil exécutif. Mardam se présente au nom du Bloc pour les élections au Parlement en 1928, 1932, 1936 et 1943. Il sera gagnant à chaque fois. En 1932, il devient ministre des Finances au sein du cabinet du Premier ministre Haqqi Al-Azm. En 1936, Jamil Mardam aide à orchestrer une grève de soixante jours en Syrie où toute la société syrienne  ferme les portes pour protester contre la politique française. La grève est violente, et coute des vies des deux côtés. Elle force les Français à reconnaître les dirigeants du Bloc national comme la véritable représentation du peuple syrien. Une délégation spéciale du Bloc est alors invitée à Paris pour mener des pourparlers d'indépendance en mars-septembre 1936. Mardam accompagne Hashim al-Atassi en France et est le principal architecte d'un accord garantissant l'indépendance de la Syrie sur une période de 25 ans. En échange de l'indépendance, le Bloc national accepte de donner à la France de nombreux privilèges politiques, économiques et militaires en Syrie et s'engage à la soutenir au Moyen-Orient si une autre guerre meurtrière doit éclater en Europe. Le Bloc revient en Syrie en triomphe et Atassi est élu président de la république. À son tour, Atassi appelle Jamil Mardam pour former un gouvernement le 21 décembre 1936. 

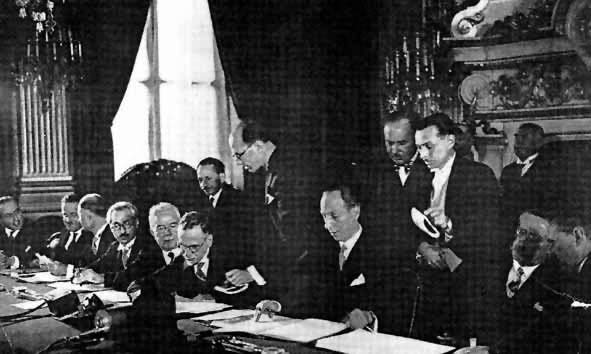
Le Bloc national signe le traité franco-syrien avec Blum à Paris en 1936. De gauche à droite, un homme d'État français, Mustapha al-Shihabi, Saadallah al-Jabiri, Jamil Mardam Bey, Hashim al-Atassi signant et Léon Blum.

L'alliance Atassi-Mardam est confrontée à de nombreux problèmes dès le départ. Entre autres, il y a des troubles dans le district de Jazeera, dans le nord-est de la Syrie, où les habitants refusent de se soumettre au nouveau régime et exigent l'autonomie que la France leur a accordée dans les années 1920. D'autres problèmes naissent de l'opposition nationale à l'ancien chef politique de Mardam, le Dr Abdul Rahman Shahbandar. 
Après avoir passé douze ans en exil, le vétéran nationaliste Shahbandar retourne en Syrie en 1937 et s'attend à recevoir un poste gouvernemental dans la nouvelle administration. Craignant que la popularité de Shahbandar ne le lui fasse de l'ombre, Mardam refuse de lui donner un poste au sein du gouvernement et tente de contrôler les activités de son ancien patron. Lorsque Shahbandar demande la permission d'ouvrir un parti politique, Mardam le lui refuse également. Shahbandar le critique, affirmant qu'il met en place une dictature en Syrie. En réponse, Mardam place Shahbandar en résidence surveillée dans sa résidence d'été à Bludan. Lorsqu'une bombe explose dans la voiture de Mardam, les accusations de tentative d'assassinat sont immédiatement dirigées vers Shahbandar. L'arrestation du bras droit de Shahbandar, Nasuh Babil, propriétaire et éditeur du quotidien de Damas Al-Ayyam, est prononcée. 
Les inquiétudes de Mardam s'ajoutent à une crise couvant avec la France qui revient sur le traité signé, affirmant que si la guerre devait éclater en Europe, ils devraient utiliser leurs colonies du Moyen-Orient comme avant-postes stratégiques. Shahbandar critique l'incapacité de Mardam d'obliger les Français à honorer le traité de 1936. Incapable de mettre en œuvre ce traité promis et face à la pression croissante de Shahbandar et du public, Jamil Mardam démissionne de ses fonctions le 23 février 1939,. 
En juillet 1940, Adbdulrahman Shahbandar est assassiné à Damas et sa famille accuse Jamil Mardam et les deux chefs du Bloc, Lutfi al-Haffar et Saadallah al-Jabiri, de cet assassinat. Les accusations sont soutenues par Bahij Bey Al-Khatib, le nouveau chef de l'État. L'ancien Premier ministre Mardam s'enfuit en Irak, où le Premier ministre Nouri as-Said lui accorde l'asile politique. Mardam est jugé par contumace, mais est déclaré innocent des accusations et renvoyé en Syrie en 1941. 

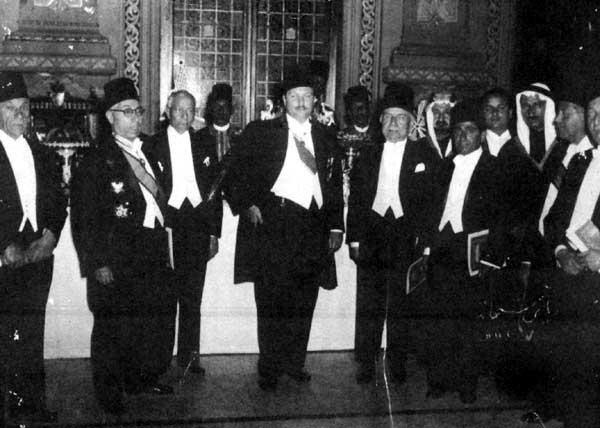
Un banquet organisé par le roi Farouk d'Égypte au palais Abdeen au Caire en 1945.

En 1943, Mardam s'allie au chef du Bloc national, Shukri al-Quwatli, et ils s'inscrivent sur une liste commune pour se présenter aux élections du parlement. Quand al-Quwatli est élu président en août 1943, il nomme Mardam ministre des Affaires étrangères auprès du cabinet du Bloc national du Premier ministre Saadallah al-Jabiri. Al-Quwatli est co-auteur de la constitution de la Ligue arabe et il expose son infrastructure avec le secrétaire général de la ligue, Abdulrahman Azzam. En novembre 1944, Jamil Mardam devient ministre des Affaires étrangères, de l'Économie, de la Défense et l'adjoint du Premier ministre Fares Al-Khoury. Il occupe les quatre postes jusqu'en août 1945 et mène des pourparlers diplomatiques avec les Français, avec lesquels il tente de conclure un traité, similaire à celui de 1936 qui garantit l'indépendance de la Syrie. Cette fois, cependant, il refuse d'accorder des privilèges aux Français en Syrie. 
Le 29 mai 1945, le général Charles de Gaulle ordonne un raid aérien sur Damas et demande l'arrestation d'al-Quwatli, du Premier ministre par intérim Jamil Mardam et de Saadallah Al-Jabiri, président du Parlement. Tous trois sont accusés d'entrave à l'intérêt français au Moyen-Orient. Lors du raid aérien de Damas, les Français détruisent le Parlement syrien et le ministère de la Défense. Les troupes françaises attaquent le bureau privé de Mardam, confisquent tous les documents officiels et incendient son bureau. Lorsque la Syrie accède à l'indépendance le 17 avril 1946, Jamil Mardam se prépare pour les prochaines élections avec pour objectif la présidence. Dans le but de limiter son influence, al-Quwatli le nomme ambassadeur en Égypte, puis en Arabie saoudite. En 1947, cependant, le Premier ministre Saadallah Al-Jabiri décède et laisse le poste de premier ministre vacant. Incapable de trouver un remplaçant approprié, al-Quwatli appelle Mardam pour former un gouvernement le 5 octobre 1947. Mardam crée son deuxième cabinet ministériel à partir d'anciens membres du Bloc national transformé en Parti national. Il nomme Munir al-Ajlani ministre de l'éducation. Mardam Bey se nomme ministre des Affaires étrangères et de la Santé. Lorsque, le 26 mai 1948, le ministre de la Défense Ahmad Al-Sharabati démissionne de ses fonctions, Mardam reprend également le ministère de la Défense. 

### Guerre israélo-arabe

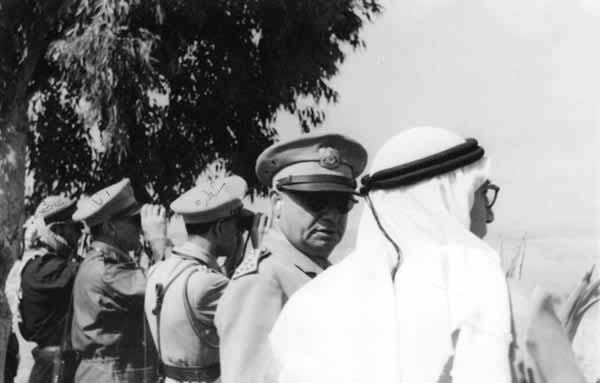
Le général Husni al-Za'im, chef d'état-major, sur le front de guerre en Palestine avec le ministre de la Défense Jamil Mardam Bey en 1948.

Mardam Bey dirige la Syrie avec le président al-Quwatli pendant la guerre israélo-arabe de 1948. La défaite de la guerre nuit à sa crédibilité auprès des conservateurs qui l'accusent d'être mauvais sur le front de guerre. Des accusations sont portées contre lui par plusieurs partis d'opposition, dont le parti Baas de Michel Aflaq, qui affirme que Mardam a profité de l'armée pour ses propres intérêts. Mardam est également accusé, avec l'ancien ministre de la Défense Ahmad Al-Sharabati et le ministre des Finances Wehbe al-Harriri, d'avoir acheté des armes à des prix plus élevés que le marché et d'avoir ensuite encaissé la différence. Mardam doit faire face également à des officiers, accusant son chef d'état-major Husni al-Za'im d'inefficacité dans la bataille et appelant à sa révocation. Lorsque les émeutes contre Mardam Bey se répandent en Syrie, le Premier ministre y répond avec force, déclarant la loi martiale, s'autoproclamant gouverneur militaire et faisant arrêter des opposants de premier plan comme Michel Aflaq. Il ordonne ensuite à l'armée de maintenir l'ordre dans les rues et fait arrêter de nombreux manifestants à Damas et à Alep. Cependant, sur les conseils d'Al-Quwatli, Mardam finit par démissionner de ses fonctions le 22 août 1948. Il annonce ensuite son retrait de la vie politique mais professe que gouverner la Syrie reste difficile : il faut faire face à la division entre l'armée et les civils à l'intérieur et une menace israélienne à la frontière syrienne.

## Deuxième partie de vie

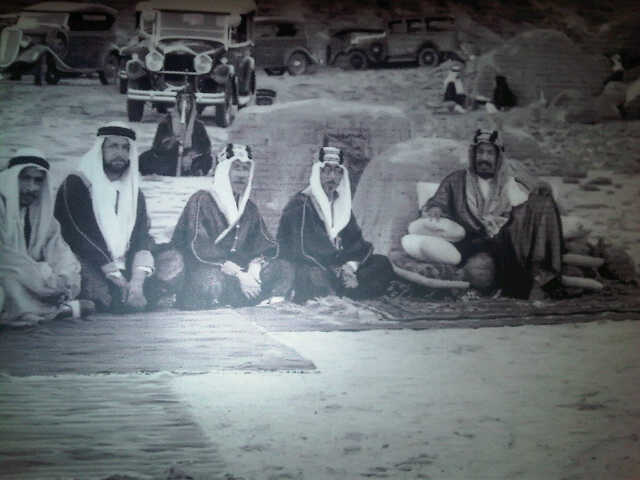
Jamil Mardam Bey, deuxième personne à droite avec Ibn Saud, roi d'Arabie saoudite en 1934

Jamil Mardam Bey passe le reste de sa vie entre l'Égypte et l'Arabie saoudite, en exil volontaire. Il est l'invité d'honneur à la cour du roi Farouk et du roi Abdulaziz, et en profite pour se lier d'amitié avec les officiers qui sont arrivés au pouvoir au Caire en juillet 1952, ainsi qu'avec des membres de la famille royale saoudienne. en 1955, le président Gamal Abdel Nasser lui demande de se présenter aux élections présidentielles de Syrie, en l'assurant de son soutien à sa candidature, mais l'ex-Premier ministre décline l'offre pour des raisons de santé. Jamil Mardam Bey décède au Caire en 1960 et est enterré à Damas.          